# Ли, Джеймс (политик)
Джеймс Мэттью (Джим) Ли (англ. James Matthew "Jim" Lee; 26 марта 1937, Шарлоттаун, Остров Принца Эдуарда — 10 октября 2023, там же) — канадский предприниматель и политик, премьер-министр Острова Святого Эдуарда в 1981—1986 годах (от Прогрессивно-консервативной партии), член Тайного совета королевы для Канады.

## Биография
Родился в Шарлоттауне в 1937 году в семье Джеймса Мэттью Ли и Катрин Бланшар. Окончил среднюю школу Куин-Сквер в этом городе, позже учился в Университете Святого Дунстана, а также в Провинциальной профессионально-технической школе, где получил специальность архитектурного графика. С 1957 года был активен в местных молодёжных организациях Прогрессивно-консервативной партии и в 1965 году стал директором её провинциального отделения.
В 1970 году открыл собственное дело как строительный подрядчик и агент по продаже недвижимости. Продал свою долю в этом бизнесе в 1979 году. Владел также туристической фирмой в Станхоупе. В 1974 году впервые баллотировался в Законодательное собрание Острова Принца Эдуарда от консерваторов, но проиграл выборы. Прошёл в провинциальный парламент в феврале следующего года в результате довыборов, в дальнейшем переизбирался в Законодательное собрание в 1978, 1979 и 1986 годах. В 1976 году был кандидатом на пост лидера провинциальной Прогрессивно-консервативной партии, но проиграл Джону Ангусу Маклину.
В 1979 году назначен министром туризма, парков и охраны окружающей среды в провинциальном кабинете Маклина. На следующий год занял пост министра здравоохранения. После того, как Маклин подал в отставку, Ли был 9 ноября 1981 года избран лидером провинциальной Прогрессивно-консервативной партии и 17 ноября приведён к присяге как новый премьер-министр Острова Принца Эдуарда. Продлил мандат на выборах 1982 года, на которых Прогрессивно-консервативная партия получила 21 из 32 мест в Законодательном собрании; позднее в том же году стал членом Тайного совета королевы для Канады. В должности премьер-министра, в условиях тяжелейшего за 30 лет экономического кризиса в Северной Америке, отстаивал идеи минимизации административных затрат и снижения ограничений на частное предпринимательство. При Ли на Острове Принца Эдуарда были снижены цены на энергоносители, открылись больница королевы Елизаветы и Атлантический ветеринарный колледж (премьер-министру удалось убедить коллег из других атлантических провинций и федеральное правительство открыть новый вуз именно на Острове Принца Эдуарда). Ли также пытался привлечь в провинцию компанию Litton Enterprises с целью развития на Острове Принца Эдуарда сектора высоких технологий. Эту деятельность критиковала парламентская оппозиция во главе с Джо Гизом, расценивавшая льготы, которые Ли предлагал иностранному концерну, как слишком большие.
На выборах в Законодательное собрание в апреле 1986 года не был переизбран. Подал в отставку с поста лидера Прогрессивно-консервативной партии в ноябре того же года. Впоследствии на протяжении 10 лет входил в состав Канадской пенсионной комиссии. В 1998 году был избран председателем Совета по оплате труда Острова Принца Эдуарда. Занимал также посты национального президента Совета канадского единства и председателя местного совета сельского муниципалитета Норт-Шор.
С 1960 года состоял в браке с Патрисией Лори, в котором родились две дочери и сын. Скончался вдовцом в октябре 2023 года в больнице королевы Елизаветы в Шарлоттауне.